# Internationale révolutionnaire de la jeunesse
Pour les articles homonymes, voir IRJ.
L'Internationale révolutionnaire de la jeunesse (IRJ) est une organisation politique internationale de jeunes regroupant plusieurs sections de différents pays qui combattent pour l'unité des jeunes à travers le monde. Elle a été fondée en 2000 à São Paulo (Brésil) lors d'une rencontre réunissant 149 délégués représentant 10 pays (Brésil, France, États-Unis, Mexique, Espagne, Portugal, Suisse, Angleterre, Allemagne, Ukraine).
L'IRJ préconise la révolution pour renverser le capitalisme qui est selon elle un système qui ne peut subvenir aux besoins de l'humanité et qui n'engendre que la guerre et la barbarie.
Combattant contre la guerre et l'exploitation, elle milite notamment contre toute forme d'ingérence et pour le droit des peuples à disposer d'eux-mêmes.
L'idéologie de l'IRJ est l'internationalisme et le communisme. Son représentant en France est l'Alliance des Jeunes Révolutionnaires, organisation liée au Parti ouvrier indépendant.